# Palézieux-Gare
Palézieux-Gare är en ort i kommunen Oron i kantonen Vaud i Schweiz. Den ligger cirka 16 kilometer öster om Lausanne. Orten har cirka 753 invånare (2020).
Före den 1 januari 2012 tillhörde Palézieux-Gare kommunen Palézieux.